# Gruby klient
Gruby klient (ang. fat client) – termin informatyczny funkcjonujący w sieciach o architekturze klient-serwer. Odnosi się do klienta, który jest wyposażony w komplet urządzeń pozwalający na wykonywanie głównych funkcjonalności programów użytkowych wyłącznie po stronie klienta bez konieczności łączenia się z głównym serwerem.
Przeciwieństwem grubego klienta jest cienki klient.